# Ei-ichi Negishi
Pour les articles homonymes, voir Negishi.
Ei-ichi Negishi (根岸 英一, Negishi Ei'ichi), né le 14 juillet 1935 à Changchun sur le territoire de la Chine alors occupé par le Japon, et mort le 6 juin 2021 à Indianapolis, aux États-Unis, est un chimiste japonais. Il est corécipiendaire du prix Nobel de chimie de 2010 avec Richard Heck et Akira Suzuki.

## Biographie
Ei-ichi Negishi fait sa maitrise de science l'université de Tokyo, puis travaille au sein de la compagnie chimique Teijin, avant de partir aux États-Unis faire sa thèse à l'université de Pennsylvanie où il obtient son diplôme en 1963. Il intègre comme post-doc en 1966 le laboratoire de Herbert Charles Brown à l'université de Purdue, puis en 1968 y obtient un poste d'assistant professeur. De 1972 à 1978, il part travailler à l'université de Syracuse dans l'État de New York comme assistant professeur avant d'obtenir un poste de professeur à Purdue en 1979 où il enseigne toujours.
En 2010, il partage le prix Nobel de chimie « pour les réactions de couplage catalysées par le palladium en synthèse organique ».
Il meurt à Indianapolis le 6 juin 2021 à l'âge de 85 ans.

## Apports scientifiques
Il a donné son nom à la réaction chimique dite de couplage de Negishi.

## Distinctions et récompenses
- 2010 : Prix Nobel de chimie
- 2010 : Ordre de la Culture